# Rhipidocerus
Rhipidocerus is een kevergeslacht uit de familie van de boktorren (Cerambycidae). De wetenschappelijke naam van het geslacht werd voor het eerst geldig gepubliceerd in 1842 door Westwood.

## Soorten
Rhipidocerus is monotypisch en omvat slechts de volgende soort:
- Rhipidocerus australasiae Westwood, 1842